# Syzetoninus quadrifoveatus
Syzetoninus quadrifoveatus là một loài bọ cánh cứng trong họ Aderidae. Loài này được Lea miêu tả khoa học năm 1895.